# بریتورن (سیمپلون)
بریتورن (به لاتین: Breithorn) یک کوه در سوئیس است که در کانتون وله واقع شده‌است. بریتورن ۳٬۴۳۷ متر بالاتر از سطح دریا واقع شده‌است.